# Boomschorsvlieg
Megamerina dolium is een vliegensoort uit de familie van de boomschorsvliegen (Megamerinidae). De wetenschappelijke naam van de soort is voor het eerst geldig gepubliceerd in 1805 door Fabricius.